# Gonzalo Maza
Gonzalo Maza (1975) es un periodista, crítico de cine, guionista y director de cine chileno. Como guionista, escribió cuatro de los largometrajes de Sebastián Lelio, tres de ellos en colaboración con el director, incluido Una mujer fantástica (2017), película con la que ganaron el Oso de Plata al mejor guion en el Festival Internacional de Cine de Berlín. La cinta además ganó un premio Óscar en la categoría de mejor película internacional.

## Biografía
Nació en la ciudad de Valparaíso y creció en Viña del Mar. Cuando era joven trabajó en la tienda de VHS de su madre. Estudió periodismo en la Universidad de Playa Ancha y continuó su carrera en la Pontificia Universidad Católica de Chile, participando posteriormente de un programa de intercambio con la Universidad de Texas en Austin. Fue editor del suplemento Zona de Contacto del diario El Mercurio, y trabajó como crítico de cine en el diario La Tercera, en la revista Mabuse y en su blog Analízame. Además, se desempeñó como programador del Festival Internacional de Cine de Valdivia y director del Festival Internacional de Documentales de Santiago (FIDOCS).
Maza escribió junto a Luis Ponce la película XS, la peor talla (2003), basada en el cuento Invictos de Sergio Gómez y dirigida por Jorge López Sotomayor. La obra, que fue creada originalmente como un telefilme para un ciclo denominado Cuentos chilenos de TVN, compuesta por adaptaciones de diferentes relatos, se estrenó también en cines y fue protagonizada por Benjamín Vicuña, María Elena Swett y Gonzalo Valenzuela.
En televisión, trabajó como guionista de las series Mujer rompe el silencio de Mega y Mira tú de TVN. También fue guionista en las adaptaciones chilenas de dos series de televisión extranjeras: Casado con hijos, basada en la estadounidense Married... with Children, y La ofis, basada en la británica The Office.
Su primera colaboración con el director Sebastián Lelio fue en la película Navidad (2009), donde ambos coescribieron el guion. Protagonizada por Manuela Martelli, Diego Ruiz y Alicia Rodríguez, la cinta fue estrenada en la Quincena de Realizadores del Festival de Cannes. Su siguiente largometraje fue El año del tigre (2011), también dirigido por Lelio, cuya historia está ambientada en torno al terremoto de Chile de 2010. La obra obtuvo el Premio del Jurado en el Festival Internacional de Cine de Locarno. Gloria (2013), su tercera colaboración, es protagonizada por Paulina García, quien interpreta a una mujer de más de 60 años que busca nuevas oportunidades en la vida. La actriz ganó el premio Oso de Plata a la mejor interpretación femenina en el Festival Internacional de Cine de Berlín. En tanto, el guion de Maza y Lelio fue galardonado en los premios Platino y Pedro Sienna.
Fue uno de los guionistas de la miniserie Bala loca, creada por Marcos de Aguirre y David Miranda y estrenada en 2016 por Chilevisión. Ese año se mudó al Reino Unido para estudiar un máster en guion en la Escuela de Cine de Londres.
En 2017 se estrenó Una mujer fantástica, película dirigida por Lelio y coescrita junto a Maza. El largometraje, protagonizado por Daniela Vega, Francisco Reyes, Aline Kuppenheim y Luis Gnecco, gira en torno a una mujer transgénero que debe lidiar con la muerte de su pareja. Fue estrenada en el Festival Internacional de Cine de Berlín, donde Maza y Lelio recibieron el Oso de Plata al mejor guion. El trabajo de ambos también fue reconocido en los premios Platino, donde además de ganar la categoría de mejor guion la cinta recibió otros cuatro premios, incluido el de mejor película iberoamericana. La obra ganó un premio Óscar en la categoría de mejor película internacional, siendo el primer largometraje chileno en obtener ese galardón. A mediados de 2018, Maza fue invitado a formar parte de la Academia de Artes y Ciencias Cinematográficas.
Antes de viajar a Reino Unido escribió y filmó su primera película como director, Ella es Cristina, titulada anteriormente Todo puede ser y Todo lo que quieras. La historia, protagonizada por Mariana Derderián y Paloma Salas, gira en torno a dos amigas treintañeras y los conflictos personales de cada una. Fue exhibida por primera vez en el Festival Internacional de Cine de Valdivia de 2017, dentro de la sección Cine Chileno del Futuro, que muestra proyectos en vías de finalización. Su estreno oficial en cines fue el 13 de junio de 2019. La obra también fue parte del Festival Internacional de Cine de Miami, donde Maza recibió el premio Jordan Ressler a la mejor ópera prima.

## Vida personal
Está casado con la documentalista Carmen Luz Parot, con quien tiene un hijo.

## Filmografía
Como guionista
- Ella es Cristina (2019)
- Una mujer fantástica (2017)
- Gloria (2013)
- El año del tigre (2011)
- Navidad (2009)
- XS, la peor talla (2003)

Como director
- Ella es Cristina (2019)

## Premios
| Año  | Premio                                   | Categoría                                    | Película             | Resultado |
| ---- | ---------------------------------------- | -------------------------------------------- | -------------------- | --------- |
| 2020 | Festival Internacional de Cine de Miami  | Premio Jordan Ressler a la mejor ópera prima | Ella es Cristina     | Ganador   |
| 2018 | Premios Platino                          | Mejor guion                                  | Una mujer fantástica | Ganador   |
| 2017 | Festival Internacional de Cine de Berlín | Oso de Plata al mejor guion                  | Una mujer fantástica | Ganador   |
| 2014 | Premios Platino                          | Mejor guion                                  | Gloria               | Ganador   |